# (38654) 2000 OK27
2000 OK27 (asteroide 38654) é um asteroide da cintura principal. Possui uma excentricidade de 0.23951420 e uma inclinação de 2.48736º.
Este asteroide foi descoberto no dia 23 de julho de 2000 por LINEAR em Socorro.